# 호엘 로블레스
호엘 로블레스 블라스케스(Joel Robles Blazquez, 1990년 6월 17일 ~ )는 스페인의 축구 선수이다. 포지션은 골키퍼이며, 현재 알카디시아에서 활약하고 있다.